# Nana Mouskouri
Nana Mouskouri (tiếng Hy Lạp: Νάνα Μούσχουρη [ioˈana ˈmusxuri]; 13 tháng 10 năm 1934 –) tên thật là Iōánna Moúschouri là một ca sĩ người Hy Lạp. Trong sự nghiệp của mình, bà đã phát hành hơn 200 album và đĩa đơn bằng hơn 12 thứ tiếng khác nhau, bao gồm tiêng Hy Lạp, Pháp, Anh, Đức, Hà Lan, Ý, Bồ Đạo Nha, Tây Ban Nha, Do Thái, tiếng Wales, tiếng Corse.
Mouskouri trở lên nổi tiếng khắp châu Âu với ca khúc "The White Rose of Athens" (Bông hồng trắng của Athens) được thu âm lần đầu bằng tiếng Đức với tên gọi "Weiße Rosen aus Athen", là một phiên bản của bài hát tiếng Hy Lạp "Σαν σφυρίξεις τρείς φορές" (San sfyríxeis tris forés, "When you whistle three times" (Khi anh hút sáo ba lần)). Bài hát này trở thành bản thu đầu tiên bán được trên 1 triệu bản của Nana Mousjouri.
Sau đó vào năm 1963, cô đến Luxembourg tại cuộc thi Eurovision Song Contest với ca khúc "À force de prier". Tình bạn của cô với nhạc sĩ Michel Legrand đã dẫn đến việc Nana thu âm ca khúc chủ đề của bộ phim The Umbrellas of Cherbourg - được đề cử giải Oscar. Từ 1968 đến 1976, bà dẫn chương trình Tivi của riêng mình do đài BCC sản xuất mang tên Presenting Nana Mouskouri. Công chúng yêu thích bà như một cá nhân đa ngôn ngữ và hình ảnh riêng biệt với chiếc kính gọng đen đã biến bà trở thành một ngôi sao quốc tế.
"Je chante avec toi Liberté", được thu âm năm 1981 có lẽ là bản hit lớn nhất của bà cho đến nay, được biểu diễn bằng ít nhất 5 ngôn ngữ, Pháp, Anh - với tên "Song for Liberty", Đức với cái tên "Lied der Freiheit", tiếng Tây Ban Nha với tên "Libertad", Bồ Đạo Nha với tên "Liberdade". "Only love", một ca khúc được ghi âm năm 1985, giành được sự yêu thích trên toàn cầu cùng với những phiên bản khác nhau trong các thứ tiếng Pháp - "L'Amour en Héritage", Ý - "Come un'eredità", Tây Ban Nha - "La dicha del amor", và Đức - "Aber die Liebe bleibt". Ca khúc này trở thành bản hit duy nhất của bà tại UK khi nó đạt vị trí thứ 2 vào tháng 2 năm 1986.
Nana Mousouki trở thành người phát ngôn của UNICEF vào năm 1993 và được bầu vào nghị viện châu Âu từ 1994 đến 1999.
Năm 2015, bà được hiệp hội âm nhạc Đức Deutsche Phono-Akademie trao tặng giải thưởng Echo Music vì những thành tựu xuất chúng của mình.